# La Gran Manzana

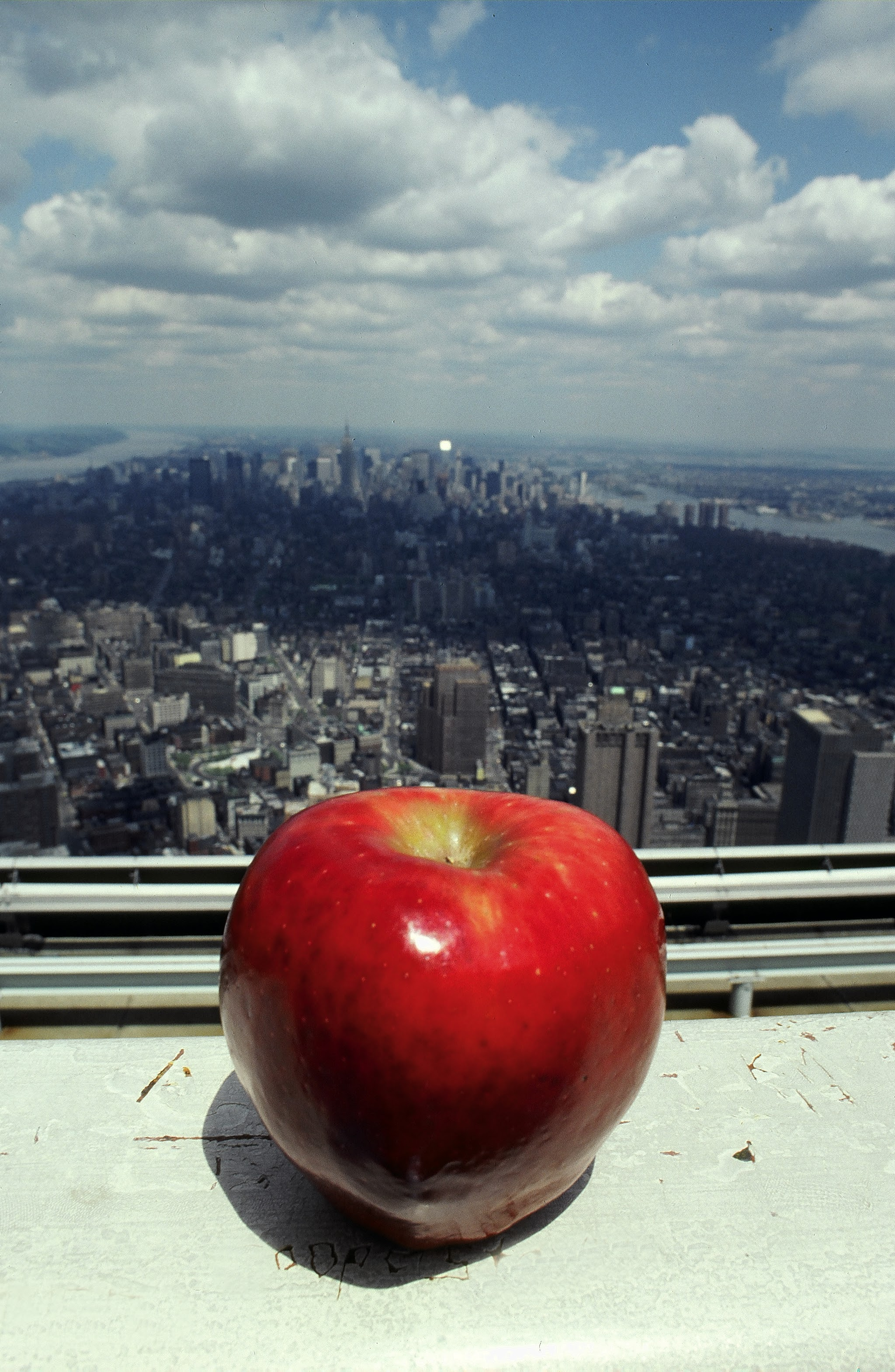
Interpretación artística sobre la "Gran manzana" y una manzana corriente.

La Gran Manzana (del inglés The Big Apple) es un sobrenombre o apodo de la ciudad de Nueva York (Estados Unidos de América), aunque la mayoría de los neoyorquinos no lo usan de forma frecuente. Se hizo popular en los años 1920 gracias a John J. Fitz Gerald, periodista deportivo del diario New York Morning Telegraph. Su popularidad actual se debe a una campaña publicitaria del departamento de convenciones y turismo de Nueva York (del inglés New York Convention and Visitors Bureau).

## Origen de la expresión
Aunque el origen de la expresión «la Gran Manzana» se consideró un misterio durante un tiempo, la investigación en las pasadas dos décadas, especialmente por parte del etimólogo aficionado Barry Popik y el profesor Gerald Cohen de la Missouri University of Science and Technology, ha contribuido a aclarar el origen de la expresión. Antes de su trabajo hubo una serie de etimologías erróneas de las cuales la más absurda fue aquella que afirmaba que el sobrenombre proviene de un burdel neoyorquino a cuya jefa se le conocía por el sobrenombre de Eva. Este extremo ha sido corregido en la página de Internet con información más precisa.
La Gran Manzana se popularizó como sobrenombre de la ciudad de Nueva York gracias a John J. Fitz Gerald en un artículo de una edición del New York Morning Telegraph en los años 20 en referencia a las carreras de caballos en Nueva York. La primera vez que se utiliza este apelativo para denominar a la ciudad de Nueva York fue el 3 de mayo de 1921.

J. P. Smith, junto a Tippity Witchet y demás pertenecientes de la cuadra L. T. Bauer, se espera que salgan para “la Gran Manzana” mañana tras una próspera campaña primaveral en Bowie y Havre de Grace.

Fitz Gerald se refirió a «la Gran Manzana» posteriormente de forma frecuente.  Explicó su uso el 18 de febrero de 1924 en una columna bajo el título “Alrededor de la Gran Manzana” (del inglés Around the Big Apple):

La Gran Manzana. El sueño de todo mozo de cuadras que haya montado un purasangre y la gran meta de todos los jinetes. Solo hay una gran manzana. Y esa es Nueva York.

Dos manos oscuras de cuadra guiaban un par de purasangres alrededor de áreas de calentamiento de cuadras adyacentes en Fair Grounds, Nueva Orleáns inmersos en una conversación discontinuada.
"¿Hacia donde partes?" pregunta uno.
"De aquí nos dirigimos a la Gran Manzana," responde el otro de forma orgullosa.

"Sí, pues casi mejor que comiences a dar de comer a esos esqueléticos porque si no lo único que te vas a llevar de la manzana serán las pepitas" fue la aguda réplica instantánea.

La referencia de Fitz Gerald sobre manos oscuras de cuadra sugiere que la locución puede provenir de los afroamericanos. Esta teoría se refuerza gracias al  Chicago Defender, un periódico afroamericano de tirada nacional.  “Ragtime” Billy Tucker, un artista de vodevil/ragtime y escritor de Defensor (del inglés Defender), usó la locución «gran manzana» para referirse a Nueva York al escribir sobre carreras de caballos el 16 de septiembre de 1922:

Confio en que tu viaje a 'la gran manzana' (Nueva York) haya sido un gran éxito y solo deseo el poder haber estado allí junto a ti.

El mismo escritor había usado previamente la expresión «Gran Manzana» como referencia a una ciudad diferente: Los Ángeles. Este ejemplo, del 15 de mayo de 1920 es el primer uso conocido de la "Gran Manzana" para referirse a una ciudad. Es posible que el periodista entendiera que este apelativo era apropiado para cualquier ciudad grande:

Queridos Pal y Tony: No, A Ragtime Billy Tucker no se lo ha tragado la tierra, sigue en la 'Gran Manzana', Los Ángeles.

A finales de los años 20, los periodistas de Nueva York (además de Fitz Gerald) comenzaron a usar la locución «Gran Manzana» en contextos diferentes al de carreras de caballos.  "La Gran Manzana" (en inglés The Big Apple) fue una famosa canción y baile de los años 30. Walter Winchell y otros escritores continuaron el uso del apodo en los años 40 y los años 50.

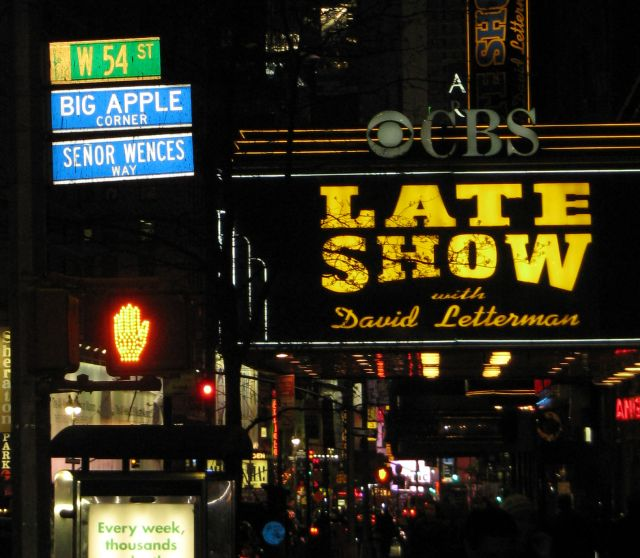
Esquina suroeste de la calle "West 54th Street" y Broadway.

En los años 1960 la locución «Gran Manzana» se quedó anticuada como sobrenombre de Nueva York.  Sin embargo, a comienzo de los años 70 el departamento de Convenciones y Turismo de Nueva York (del inglés "the New York Convention and Visitors Bureau"), hoy en día "NYC & Company", la organización oficial de Nueva York en temas de imagen y turismo, con su presidente, Charles Gillett, a la cabeza, comenzó a promocionar "la Gran Manzana" como el sobrenombre de la ciudad. Y desde entonces ha ganado en popularidad. El alcalde Rudolph W. Giuliani firmó en 1997 un decreto para calificar la esquina suroeste de la calle "West 54th Street" y Broadway, esquina en la que John J. Fitz Gerald residiera entre 1934 y 1963, como "La esquina de la Gran Manzana" (del inglés "Big Apple Corner").
Desde 1990, el equipo de béisbol de las Grandes Ligas, los New York Mets, posee un artefacto llamado "Home Run Apple" el cual hace efectos audiovisuales toda vez que algún jugador de los Mets conecta un jonrón en el ya demolido Shea Stadium. En el nuevo estadio, el Citi Field, todavía sigue vigente dicho artefacto.

## Otras ciudades
Big Apple es de hecho el nombre literal de una localidad en el condado de Colborne (Ontario, Canadá).
Manhattan (Kansas), se denomina a sí misma «la Pequeña Manzana» (del inglés The Little Apple) en sus campañas publicitarias, mientras que Mineápolis ha adoptado el sobrenombre "La Minimanzana" (del inglés The Mini-Apple).
En la película Evita, Buenos Aires se sobrenombra como "B.A., Buenos Aires, Gran Manzana" (del inglés "B.A., Buenos Aires, Big Apple") en la canción Eva, Beware of the City (al castellano "Eva, ten cuidado en la ciudad"). Esta referencia fue inventada por el lírico Tim Rice.
Ciudades con sobrenombres parecidos incluyen:
- El Gran Albaricoque (del inglés The Big Apricot) - Metrópolis (cómics), Distrito de Columbia, Estados Unidos
- El Gran Melocotón (del inglés The Big Peach) - Atlanta, Georgia, Estados Unidos
- La Gran Relajación (del inglés The Big Easy) - Nueva Orleans, Luisiana, Estados Unidos
- La Pequeña Manzana (del inglés The Little Apple) - Manhattan, Kansas, Estados Unidos
- La Gran Naranja (del inglés The Big Orange) - Tel Aviv, Israel
- La Gran Guayaba (del inglés The Big Guava) - Tampa, Florida, Estados Unidos
- El gran Durián (del inglés The Big Durian) - Yakarta, Indonesia
- La Gran Lima (The Big Lime) - Key Largo, Florida
- El Gran Scrapple (The Big Scrapple) - Filadelfia
- La Gran D (The Big D) - Dallas, Texas
- EL Gran Burrito (The Big Burrito)- Overland Park, Kansas
- La Gran Cebolla (The Big Onion) - Chicago
- El Gran Tomate (The Big Tomato) - Sacramento, California
- El Gran Mango (The Big Mango) - Bangkok. El apodo es también usado para El Cairo. Cairo y Nueva York son ambas ciudades hermanadas entre sí.[22]
- El Gran Chile (The Big Chilli) - Bangkok[23]
- La Gran O (The Big O) - Omaha
- La Gran Lichi (The Big Lychee)  - Hong Kong
- El Gran Schnitzel (The Big Schnitzel) - Vienna